# 沃利角
沃利角（英語：Worley Point）是南極洲的海岬，位於瑪麗伯德地，處於謝潑德島西北端，由美國研究隊繪入地圖，該海岬現時由南極條約體系管理。